# 296.
◄ | 2. stoljeće | 3. stoljeće | 4. stoljeće | ►
◄ | 260-ih | 270-ih | 280-ih | 290-ih | 300-ih | 310-ih | 320-ih | ►
◄◄ | ◄ | 293. | 294. | 295. | 296. | 297. | 298. | 299. | ► | ►►
Astronomija • Književnost • Kršćanstvo

## Smrti
- 22. travnja – Kajo, papa

## Vanjske poveznice
|  | Zajednički poslužitelj ima još gradiva o temi 296. |